# Gare de Matsumoto
La gare de Matsumoto (松本駅, Matsumoto-eki) est une gare ferroviaire située à Matsumoto, dans la préfecture de Nagano au Japon. C'est la gare principale de la ville.
La gare est conjointement gérée par les compagnies JR East et Alpico Kotsu.

## Situation ferroviaire
Gare de bifurcation, la gare de Matsumoto est située au point kilométrique (PK) 13,3 de la ligne Shinonoi. Elle marque le début des lignes Ōito (JR East) et Kamikōchi (Alpico Kotsu).

## Histoire
La gare de Matsumoto a été inaugurée le 15 juin 1902.

## Service des voyageurs

### Accueil
La gare dispose d'un bâtiment voyageurs, avec guichet ouverts tous les jours de 5h30 à 23h00.

### Desserte

#### JR East
- Ligne Shinonoi :
  - Voies 0 à 5 :  direction Shiojiri (interconnexion avec la ligne Chūō (partie orientale) pour Kobuchizawa, Kōfu et Shinjuku ou avec la ligne Chūō (partie occidentale) pour Kiso-Fukushima, Nakatsugawa et Nagoya)
  - Voies 1 à 5 : direction Akashina, Hijirikōgen et Shinonoi (interconnexion avec la ligne principale Shin'etsu pour Nagano)
- Ligne Ōito
  - Voies 2 à 6 :  direction Shinano-Omachi et Minami-Otari

#### Alpico Kotsu
- Ligne Kamikōchi :
  - Voie 7 : direction Shinshimashima

## Intermodalité
- Bus Alpico Kotsu pour : 
  - gare de Takayama[3] ;
  - aéroport de Matsumoto ;
  - aéroport Narita ;
  - gare de Shinjuku ;
  - gare de Nagoya ;
  - gare de Iida.
- Chikuma Bus pour : 
  - gare d'Ueda.